# Marc-André Fleury
Marc-André Fleury (28 november 1984) is een Canadees ijshockeydoelman. Hij debuteerde in 2003 in de NHL in dienst van de Pittsburgh Penguins, waarbij hij in 2014 zijn contract verlengde tot medio 2019. Tussen seizoen 2017 en 2021 speelde hij bij de Vegas Golden Knights. . In juli 2021  verkaste Fleury naar de Chicago Blackhawks, tot hij in maart 2022 geruild werd naar Minnesota Wild waar hij tot op heden speelt.
Fleury werd tijdens de Olympische Winterspelen 2010 Olympisch kampioen met het Canadese team.
- Gemeinsame Normdatei: 1161353984
- International Standard Name Identifier: 0000 0004 9157 4703
- Virtual International Authority File: 5973152988212412790001
- WorldCat: E39PBJtH7FbvKQ44cdjbjjPJDq